# El burgès gentilhome (Strauss)

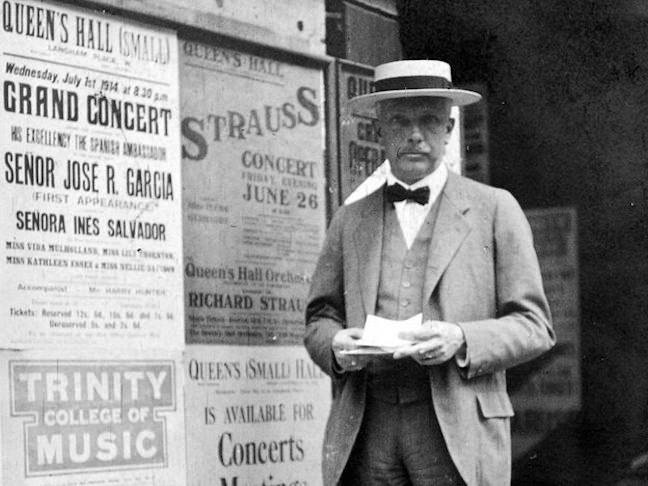
Strauss a Londres, juny de 1914 després de rebre el seu doctorat honoris causa per la Universitat d'Oxford

Le bourgeois gentilhomme (en alemany, Der Bürger als Edelmann ), op. 60, és una suite orquestral compilada per Richard Strauss a partir de la música que va escriure entre 1911 i 1917.
L'obra té una gènesi complexa. Originalment, el col·laborador de Strauss, Hugo von Hofmannsthal, va tenir la idea de reviure l'obra de 1670 de Molière Le bourgeois gentilhomme, simplificant-ne la trama, introduint una troupe de commedia dell'arte, afegint música incidental i concloent el que seria una llarga vetllada amb una òpera en un acte acabada d'escriure anomenada Ariadne auf Naxos. Aquesta idea es va materialitzar, tal com estava previst, a Stuttgart el 25 d'octubre de 1912. Però era evident que el resultat era massa llarg i car i que molts del públic de l'obra no estaven interessats en l'òpera, i viceversa. Strauss i Hofmannsthal van optar, en conseqüència, per separar completament les dues obres. En el cas de l'òpera, això va requerir que Strauss compongués un nou "Pròleg" per explicar la presència dels humoristes. La versió revisada d'Ariadne auf Naxos es va estrenar quatre anys més tard i ha gaudit d'èxit des de llavors. Pel que fa a l'obra, Hofmannsthal va idear un final més fidel a l'original de Molière, amb Strauss utilitzant la seva música incidental ja existent per donar suport a la nova conclusió. La primera representació va ser el 1917.
L'any 1997 es va presentar i gravar una adaptació de l'obra de Molière de Peter Ustinov amb Ustinov narrant i interpretant els papers, incorporant la música de Strauss.
Va ser a partir de la música incidental ara allargada que Strauss va compilar la seva suite orquestral. Va acabar aquesta tasca el dia de Nadal de 1917, i l'obra de concert resultant va ser estrenada a Berlín el 9 d'abril de 1918 sota la direcció del mateix Strauss. La suite té una durada de mitja hora i consta de nou seccions:
1. Obertura (Obertura)
2. Menuett (minuet)
3. Der Fechtmeister (El mestre d'esgrima)
4. Auftritt und Tanz der Schneider (Entrada i dansa dels sastres)
5. Menuett des Lully (Minuet de Lully)
6. Courante
7. Auftritt des Cléonte (Entrada de Cléonte; després de Lully)
8. Vorspiel (Intermezzo)
9. Das Diner (El sopar)

Es van ometre de la suite els ballets afegits per a la versió de l'obra de 1917: un per a les sílfides, un altre per als turcs ficticis. L'opus 60 de Strauss és inusual entre les seves obres perquè té un clar sabor barroc. De fet, va basar les seccions 5 a 7 en la música de Jean-Baptiste Lully, que havia proporcionat la música incidental original el 1670 i va ser tant col·laborador de Molière com Strauss i Hofmannsthal segles més tard. Les poques altres obres anomenades neoclàssiques de Strauss també van trobar inspiració en el barroc francès: la seva Suite de dansa de 1923 després de peces per a teclat de François Couperin i el seu <i id="mwQg">Divertimento per a orquestra de cambra de 1942 sobre peces per a teclat de Couperin</i>, opus 86.

## Instrumentació
- Vent fusta⁣: 2 flautes (1 flautí doble), 2 oboès (2 amb corn anglès), 2 clarinets, 2 fagots (2n contrafagot doble)
- Metall: 2 trompes, 1 trompeta, 1 trombó baix
- Timbales i la següent percussió (3 intèrprets): plats, pandereta, triangle, bombo, caixa, glockenspiel
- piano, arpa, cordes